# 环丁基甲酸左炔诺孕酮
环丁基甲酸左炔诺孕酮（或称为左炔诺孕酮-17β-环丁基甲酸酯，开发代号：HRP-001）是一种有机化合物，分子式C26H34O3，属于孕激素酯，从未上市销售。